# التربية الكثيفة للحيوانات

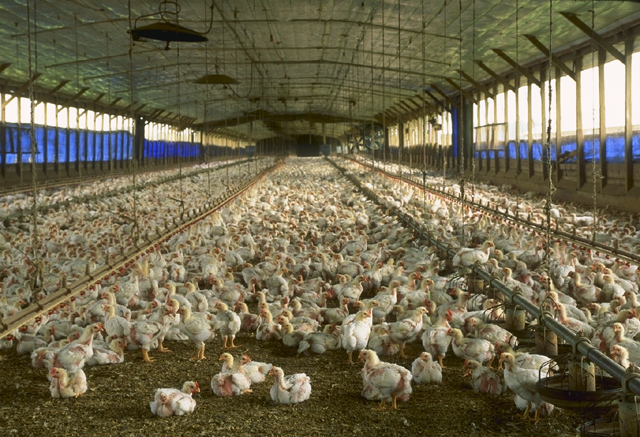
حظيرة دجاجٍ تُربى الصيصان الصغيرة من أجل اللحم في ولاية فلوريدا بالولايات المتحدة الأمريكيّة.

التربية الكثيفة للحيوانات أو الإنتاج الصناعي للحيوانات الاقتصادية وتدعى أيضا مزرعة صناعية، هي أسلوب حديث من الزراعة المكثفة التي تشير إلى تربية الماشية، مثل البقر، الدواجن (الموجودة في أقفاص تربية) والسمك بشكل كثيف بالمقارنة مع تربية الحيوان التقليدية_نوع خاص من العمل في الزراعة الصناعية يدعى أعمال تجارية زراعية. المنتجات الرئيسية لهذه الصناعة هي اللحم،البيض،الحليب التي تستهلك من قبل الإنسان. هناك قضية فيما يتعلق إذا كانت الزراعة الصناعية مستدامة وأخلاقية.
الاقتصار على تربية الحيوان الكثيفة هو جزء من تأثير منظم لانتاج أعلى مدخول بأقل كلفة وذلك بالاعتماد على اقتصادات الحجم،الالات الحديثة،التقانة الحيوية،التجارة العالمية.هناك صعوبات في وجه عمل تقنيات المصانع الزراعية حول العالم.وهذا يستلزم مناقشة في الأرباح، المخاطر والأسئلة الأخلاقية في المصانع الزراعية.تتضمن هذه القضية جودة إنتاج الغذاء،رعاية الحيوان في ما إذا كانت أساسية لاطعام النمو السكاني المتزايد، تأثير على البيئة (مثل التلوث)والمخاطر الصحية.

## تاريخ
عملية تربية الحيوان الصناعية تتطور بشكل مستمر عبر تاريخ الزراعة، وهي نتيجة تقدم للاكتشافات العلمية والتقنية. الإبداع في الزراعة بدأ في أواخر القرن التاسع عشر والتي تكون موازية للتطورات في الإنتاج الشامل في الصناعات الأخرى التي تميزت بأنها آخر جزء من الثورة الصناعية.اكتشاف الفيتامينات ودورها في تغذية الحيوانات، في أول عقدين من القرن العشرين، ظهر مكملات الفيتامينات والتي سمحت للدجاج بأن يربى داخل المباني. سهل اكتشاف المضادات الحيوية واللقاحات تربية الحيوانات بأعداد كبيرة وذلك بتقليل نسبة المرض.طور الكيميائيون بعد الحرب العالمية الثانية مبيدات حشرية اصطناعية.أعطت التطورات في شبكات التسويق والتقنية القدرة على توزيع المنتجات الزراعية بشكل ملائم.
تضاعف الإنتاج الزراعي حول العالم أربع مرات بين عامي 1820 و1975(1820 إلى 1920، 1920 إلى 1950، 1950 إلى 1965، و1965 إلى 1975)وذلك لإطعام التعداد السكاني والذي قدره بليون في عام 1800 و6.5 بليون في عام 2002، خلال نفس الفترة، انخفض عدد السكان الذين يعملون في حرفة الزراعة بسبب أتمتة العملية الإنتاجية.في الثلاثينيات القرن الماضي،24% من تعداد السكان الذين يعملون في الزراعة في أمريكا مقارنة بنسبة 1.5% في عام 2002،في عام 1940 كل عامل في المزرعة يستطيع دعم 11 مستهلك، بينما في عام 2002،كل عامل يستطيع دعم 90 مستهلك.
بحسب بي بي سي،بدأ عصر مصانع الزراعية بذاته في بريطانيا عام 1947 عندما صدر قرار زراعي جديد بإعطاء إعانة مالية للمزراعين وتشجيعهم على إنتاج أكبر وذلك بإدخال التقنية الحديثة، من أجل تخفيض اعتماد بريطانيا على اللحم المستورد.كتبت الولايات المتحدة أن«تقوية الإنتاج الحيواني ينظر إليه على أنه طريقة لحفظ الأمن الغذائي». في ستينيات القرن الماضي أمريكا الجنوبية بدأت تربي الخنازير والبقر في مصانع زراعية. أهم الأراضي في أمريكا وأوروبا الغربية أصبحت مصانع زراعية في أواخر القرن العشرين وماتزال تتوسع وتستبدل الطرق التقليدية في تربية الحيوانات وذلك في عدة دول أخرى وبشكل عولمي. في عام1990،تقدم المصانع الزراعية 30% من إنتاج اللحم في العالم وفي عام 2005 ارتفعت النسبة إلى 40%.

## الإنتاج الحيواني المعاصر
تملك المصانع الزراعية أعداد كبيرة من الحيوانات، ومنها البقر،الدجاج،الخنازير، الديك الرومي، عادة داخل المباني وبكثافة شديدة.الهدف من هذه العملية إنتاج كميات كبيرة من اللحم،البيض، أو الحليب وبأقل الأسعار الممكنة.
ينتشر الإنتاج الضخم من الماشية والدواجن في البلدان المتقدمة.طوال عامي 2002-2003،قدرت الفاو الإنتاج الصناعي كنسبة مئوية من الإنتاج العالمي بنسبة 7% للحم البقر ولحم العجل،0.8% للحم الأغنام والماعز،42% للحم الخنزير، و67% للحم الدواجن.قدر الإنتاج الصناعي بنسبة 39% من مجموع الإنتاج العالمي من هذه اللحوم و50% من إنتاج البيض. في الولايات المتحدة الأمريكية، وفقاً لمجلس الوطني لإنتاج لحم الخنزير، تُربى 80 مليون من 95 مليون خنزير مذبوح سنوياً بطرق صناعية.:29